# ルネス・ガウアウィ
ルネス・ガウアウィ（Lounès Gaouaoui、1977年9月28日 - ）は、アルジェリアの元サッカー選手。元アルジェリア代表。ポジションはゴールキーパー。

## 経歴
2001年にアルジェリア代表デビュー。アフリカネイションズカップ2002、アフリカネイションズカップ2004にも出場した。
2010 FIFAワールドカップ・アフリカ予選でも正ゴールキーパーとしてプレー、24年ぶりのFIFAワールドカップ出場に導いた。しかし2010 FIFAワールドカップでは控えとなり、出場機会は無かった。アルジェリア代表として49試合に出場した。

## 代表歴

### 出場大会
- アルジェリア代表
  - 2010 FIFAワールドカップ

### 試合数
- 国際Aマッチ 49試合 0得点（2001年-2010年）[1]

| アルジェリア代表 | 国際Aマッチ | 国際Aマッチ |
| 年               | 出場        | 得点        |
| ---------------- | ----------- | ----------- |
| 2001             | 1           | 0           |
| 2002             | 8           | 0           |
| 2003             | 3           | 0           |
| 2004             | 6           | 0           |
| 2005             | 2           | 0           |
| 2006             | 5           | 0           |
| 2007             | 6           | 0           |
| 2008             | 9           | 0           |
| 2009             | 8           | 0           |
| 2010             | 1           | 0           |
| 通算             | 49          | 0           |